# André Chardar
André Chardar (Buenos Aires, 7 ottobre 1906 – Parigi, 13 aprile 1993) è stato un calciatore francese, nato in Argentina, di ruolo difensore.

## Carriera

### Club
Durante la sua carriera ha vestito le divise di CA Paris, US Juvisy, Sète, Nîmes, Valenciennes-Anzin, Olympique Alès e Racing Paris.

### Nazionale
Esordisce in Nazionale il 23 febbraio del 1930 giocando un incontro amichevole contro il Portogallo (2-0). Il 12 giugno del 1933 sigla la sua unica rete in Nazionale a Bucarest contro la Romania (6-3).